# المديرية العامة للتعليم الديني
تم إنشاء المديرية العامة للتعليم الديني ( DGRE ) من قبل الحكومة الباكستانية بهدف دمج المعاهد الدينية في باكستان في المجتمع السائد. تمثل هذه المبادرة جهدًا كبيرًا لدمج هذه المعاهد الدينية في النظام التعليمي على نطاق أوسع. في ديسمبر 2019، أطلق وزير التعليم شفقت محمود رسميًا عمل المديرية العامة للتعليم الديني.